# IC 4881
IC 4881 је спирална галаксија у сазвјежђу Телескоп која се налази на листи објеката дубоког неба у Индекс каталогу.
Деклинација објекта је - 55° 51' 27" а ректасцензија 19h 40m 26,1s. Привидна величина (магнитуда) објекта IC 4881 износи 13,8 а фотографска магнитуда 14,6. IC 4881 је још познат и под ознакама ESO 185-8, IRAS 19363-5558, PGC 63506.